# ضغط دوراني امتلائي وسطي
في الطب، يشير مصطلح الضغط الدوراني الامتلائي الوسطي (Pmcf) إلى الضغط الوسطي الذي يوجد في الجهاز الوعائي عندما يتوقف النتاج القلبي وتتم إعادة توزيع الضغط داخل الجهاز الوعائي. وهو مؤشر على مدى امتلاء الجهاز الدوري (أي حجم الدم في الجهاز مقارنة بسعة الجهاز)، كما أنه يتأثر بحجم الدورة الدموية وتوتر العضلات الملساء في جدران الجهاز الوريدي (الذي يحدد سعة الجهاز).

ويمكن قياس الضغط الدوراني الامتلائي الوسطي (Pmcf) تجريبيًا من خلال حث توقف القلب في الحيوانات في وقتٍ قصير. وقد يُستخدم لإظهار آثار الأدوية على التوتر الوريدي بينما يبقى حجم الدم الدوراني ثابتًا، أو لقياس التغيرات الديناميكية الدموية خلال النزف.

## الضغط الجهازي الامتلائي الوسطي
ومن المصطلحات قريبة الصلة من هذا الموضوع مصطلح الضغط الجهازي الامتلائي الوسطي (MSFP). وهو شبيه تمامًا بالضغط الدوراني الامتلائي الوسطي، ولكن يختلف عنه في أن الضغط الدوراني الامتلائي الوسطي يُقاس عندما تتوقف ضربات القلب، بينما يتم قياس الضغط الجهازي الامتلائي الوسطي بعد تثبيت الجذر الأبهري والأوردة الكبيرة عند نقطة دخول الأذين الأيمن. يبلغ مقدار الضغط الجهازي الامتلائي الوسطي 7 مليمتر زئبقي، وهو يساوي الضغط الدوراني الامتلائي الوسطي عمليًا. ويعتبر الاختلاف بين الضغط الجهازي الامتلائي الوسطي والضغط الوريدي المركزي محددًا هامًا للعائد الوريدي إلى القلب.